# Estación de Miranda do Corvo
La estación ferroviaria de Miranda do Corvo es una plataforma ferroviaria desactivada del ramal da Lousã, que servía a la localidad de Miranda do Corvo, en el distrito de Coímbra, en Portugal.

## Historia

### Apertura al servicio
Esta plataforma se encuentra en el tramo entre Coímbra y Lousã del Ramal da Lousã, que abrió a la explotación el 16 de diciembre de 1906, por la Compañía Real de los Caminhos de Ferro Portugueses.

### SigloXXI
En febrero de 2009, la circulación en el Ramal da Lousã fue temporalmente suspendida para la realización de obras, siendo los servicios sustituidos por autobuses.
El tramo entre Serpins y esta estación fue cerrado el 1 de diciembre de 2009, para las obras de construcción del Metro Mondego; el resto del Ramal da Lousã, desde Miranda do Corvo hasta el Apeadero de Coímbra-Parque, fue desactivado el 4 de enero del año siguiente.